# Pau IV de Constantinoble
Pau IV (en grec antic: Παῦλος) va ser patriarca de Constantinoble de l'any 780 al 784.
Va ser proposat al càrrec per l'emperador Lleó IV el Khàzar (775-780) i va succeir a Nicetes I. Era iconòdul (partidari de les imatges) en un temps d'iconoclàstia, però es va veure obligat a moderar la seva opinió. Va renunciar al patriarcat l'any 784 i es va retirar a un monestir. Abans de dimitir va demanar a l'emperadriu Irene d'Atenes que convoqués un Concili per discutir el tema de les imatges i resoldre el problema de l'iconoclàstia. El va succeir Tarasi.